# Circondario di Berna-Altipiano svizzero
Il circondario di Berna-Altipiano svizzero (ufficialmente in tedesco Verwaltungskreis Bern-Mittelland, circondario amministrativo di Berna-Altipiano svizzero) è uno dei circondari in cui è suddiviso il Canton Berna, in Svizzera; si trova nella regione di Berna-Altipiano svizzero.

## Storia
Il circondario amministrativo fu creato il 1º gennaio 2010, nell'ambito della riforma amministrativa del Canton Berna. È andato a sostituire i precedenti distretti di Schwarzenburg, Seftigen, Konolfingen, Fraubrunnen, Berna, Laupen e parte di quello di Aarberg.

## Suddivisione
Il circondario amministrativo è suddiviso in 74 comuni:
| Stemma                      | Nome                        |
| --------------------------- | --------------------------- |
| Allmendingen                | Allmendingen                |
| Arni                        | Arni                        |
| Bäriswil                    | Bäriswil                    |
| Belp                        | Belp                        |
| Bern                        | Berna                       |
| Biglen                      | Biglen                      |
| Bolligen                    | Bolligen                    |
| Bowil                       | Bowil                       |
| Bremgarten bei Bern         | Bremgarten bei Bern         |
| Brenzikofen                 | Brenzikofen                 |
| Deisswil bei Münchenbuchsee | Deisswil bei Münchenbuchsee |
| Ferenbalm                   | Ferenbalm                   |
| Fraubrunnen                 | Fraubrunnen                 |
| Frauenkappelen              | Frauenkappelen              |
| Freimettigen                | Freimettigen                |
| Gerzensee                   | Gerzensee                   |
| Grosshöchstetten            | Grosshöchstetten            |
| Guggisberg                  | Guggisberg                  |
| Gurbrü                      | Gurbrü                      |
| Häutligen                   | Häutligen                   |
| Herbligen                   | Herbligen                   |
| Iffwil                      | Iffwil                      |
| Ittigen                     | Ittigen                     |
| Jaberg                      | Jaberg                      |
| Jegenstorf                  | Jegenstorf                  |
| Kaufdorf                    | Kaufdorf                    |
| Kehrsatz                    | Kehrsatz                    |
| Kiesen                      | Kiesen                      |
| Kirchdorf                   | Kirchdorf                   |
| Kirchlindach                | Kirchlindach                |
| Köniz                       | Köniz                       |
| Konolfingen                 | Konolfingen                 |
| Kriechenwil                 | Kriechenwil                 |
| Landiswil                   | Landiswil                   |
| Laupen                      | Laupen                      |
| Linden                      | Linden                      |
| Mattstetten                 | Mattstetten                 |
| Meikirch                    | Meikirch                    |
| Mirchel                     | Mirchel                     |
| Moosseedorf                 | Moosseedorf                 |
| Mühleberg                   | Mühleberg                   |
| Münchenbuchsee              | Münchenbuchsee              |
| Münchenwiler                | Münchenwiler                |
| Münsingen                   | Münsingen                   |
| Muri bei Bern               | Muri bei Bern               |
| Neuenegg                    | Neuenegg                    |
| Niederhünigen               | Niederhünigen               |
| Niedermuhlern               | Niedermuhlern               |
| Oberbalm                    | Oberbalm                    |
| Oberdiessbach               | Oberdiessbach               |
| Oberhünigen                 | Oberhünigen                 |
| Oberthal                    | Oberthal                    |
| Oppligen                    | Oppligen                    |
| Ostermundigen               | Ostermundigen               |
| Riggisberg                  | Riggisberg                  |
| Rubigen                     | Rubigen                     |
| Rüeggisberg                 | Rüeggisberg                 |
| Rüschegg                    | Rüschegg                    |
| Schwarzenburg               | Schwarzenburg               |
| Stettlen                    | Stettlen                    |
| Toffen                      | Toffen                      |
| Toffen                      | Thurnen                     |
| Urtenen-Schönbühl           | Urtenen-Schönbühl           |
| Vechigen                    | Vechigen                    |
| Wald                        | Wald                        |
| Walkringen                  | Walkringen                  |
| Wichtrach                   | Wichtrach                   |
| Wiggiswil                   | Wiggiswil                   |
| Wileroltigen                | Wileroltigen                |
| Wohlen bei Bern             | Wohlen bei Bern             |
| Worb                        | Worb                        |
| Zäziwil                     | Zäziwil                     |
| Zollikofen                  | Zollikofen                  |
| Zuzwil                      | Zuzwil                      |
|                             | Totale (74)                 |

### Fusioni
- 2010: Ballmoos, Jegenstorf → Jegenstorf
- 2010: Aeschlen, Oberdiessbach → Oberdiessbach
- 2011: Albligen, Wahlern → Schwarzenburg
- 2012: Belp, Belpberg → Belp
- 2013: Münsingen, Trimstein → Münsingen
- 2014: Bleiken bei Oberdiessbach, Oberdiessbach → Oberdiessbach
- 2014: Büren zum Hof, Etzelkofen, Fraubrunnen, Grafenried, Limpach, Mülchi, Schalunen, Zauggenried → Fraubrunnen
- 2014: Münchringen, Scheunen, Jegenstorf → Jegenstorf
- 2017: Münsingen, Tägertschi → Münsingen
- 2018: Gelterfingen, Kirchdorf, Mühledorf, Noflen → Kirchdorf
- 2018: Grosshöchstetten, Schlosswil → Grosshöchstetten
- 2019: Golaten, Kallnach (Circondario del Seeland) → Kallnach (Circondario del Seeland)
- 2020: Kirchenthurnen, Lohnstorf, Mühlethurnen → Thurnen
- 2021: Riggisberg, Rümligen → Riggisberg
- 2022: Clavaleyres, Morat (FR) → Morat (FR)
- 2023: Münchenbuchsee, Diemerswil → Münchenbuchsee